# Bradley Nowell
Bradley Nowell, född Bradley James Nowell 22 februari 1968 i Long Beach, Kalifornien, död 25 maj 1996 i San Francisco, Kalifornien, var en amerikansk sångare och gitarrist, känd som ska-punkgruppen Sublimes frontman. Han dog 28 år gammal efter att ha tagit en överdos heroin.